# Насар, Карлос
Карлос Насар (род. 12 мая 2004, Париж) — болгарский тяжелоатлет, Олимпийский чемпион 2024 года, двукратный чемпион мира 2021 и 2024 годов, трёхкратный чемпион Европы 2023, 2024 и 2025 годов, призёр чемпионата Европы 2021 и 2022 годов. Чемпион мира среди юношей 2019 года. Двукратный чемпион Европы среди юношей 2018 и 2019 годов. Почётный гражданин Софии (2024).

## Карьера
В 2018 и 2019 годах болгарский спортсмен выступал на юношеских чемпионатах Европы где оба раза в весовой категории сначала 69 кг, а затем 81 кг занял итоговое первое место и становился чемпионом Европы.
В 2019 году на юношеском чемпионате мира в США, который проходил в Лас-Вегасе, в весовой категории до 73 кг, он сумел завоевать золотую медаль с результатом 291 килограмм.
В апреле 2021 года на чемпионате Европы в Москве, в весовой категории до 81 кг, Карлос занял итоговое второе место с результатом 369 килограмм, установив новый рекорд Европы среди молодёжи и стал вице-чемпионом Европы. В упражнении «рывок» он сумел завоевать малую серебряную медаль с результатом 163 кг и рекордом Европы среди молодёжи, а в упражнении «толчок» с весом 206 кг он стал первым и установил новый рекорд Европы.
В декабре 2021 года принял участие в чемпионате мира, который состоялся в Ташкенте. В весовой категории до 81 килограммов, Карлос по сумме двух упражнений с весом 374 кг стал победителем турнира. В упражнении рывок он завоевал малую серебряную медаль, в упражнении толчок поднял штангу весом 208 килограммов, победил и зафиксировал рекорд мира.
На чемпионате мира 2022 года в Боготе, в Колумбии в категории до 89 кг установил мировой рекорд в толчке с весом 220 кг, однако в рывке он не смог зафиксировать вес и остался без результата по сумме двух упражнений.
В Ереване, на чемпионате Европы 2023 года, Карлос в категории до 89 кг, с результатом по сумме двух упражнений 395 кг завоевал золотую медаль и установил мировой рекорд. В упражнении толчок он стал победителем, также установив мировой рекорд (221 кг).
В феврале 2024 года на чемпионате Европы в Софии Карлос завоевал золотую медаль по сумме двух упражнений с результатом 391 кг. В отдельных упражнениях он также стал первым, кроме того в рывке установил новый мировой рекорд — 176 кг.
На летних Олимпийских играх 2024 года он выступал в весовой категории до 89 кг среди мужчин и завоевал золотую олимпийскую медаль. Он поднял 404 килограмма по сумме двух упражнений и зафиксировал рекорд мира в толчке — 224 кг и по сумме двух упражнений - 404 кг. 
В декабре 2024 года в Манаме, на чемпионате мира, в весовой категории до 89 кг стал чемпионом с мировым рекордом 405 кг. В отдельных упражнениях также стал первым, установив мировой рекорд в рывке.
На чемпионате Европы 2025 года в Кишинёве завоевал золотую медаль в весовой категории до 96 кг с итоговым результатом 417 кг. В упражнениях «рывок» и «толчок» стал победителем. 

## Достижения
Олимпийские игры
| Результат | Вес      | Год  | Место соревнований | Рывок | Толчок   | Общий вес |
| Золото    | до 89 кг | 2024 | Париж, Франция     | 181,0 | 224,0 WR | 404,0 WR  |

Чемпионат мира
| Результат | Вес      | Год  | Место соревнований  | Рывок    | Толчок   | Общий вес |
| Золото    | до 81 кг | 2021 | Ташкент, Узбекистан | 166,0    | 208,0 WR | 374,0     |
| Золото    | до 89 кг | 2024 | Манама, Бахрейн     | 183,0 WR | 222,0    | 405,0 WR  |

Чемпионат Европы
| Результат | Вес      | Год  | Место соревнований | Рывок    | Толчок   | Общий вес |
| Серебро   | до 81 кг | 2021 | Москва, Россия     | 163,0    | 206,0 ER | 369,0     |
| Серебро   | до 89 кг | 2022 | Тирана, Албания    | 171,0    | 211,0 ER | 382,0     |
| Золото    | до 89 кг | 2023 | Ереван, Армения    | 174,0    | 221,0 WR | 395,0 WR  |
| Золото    | до 89 кг | 2024 | София, Болгария    | 176,0 WR | 215,0    | 391,0     |
| Золото    | до 96 кг | 2025 | Кишинёв, Молдова   | 188,0    | 229,0    | 417,0     |

## Статистика
| Год                                  | Место                | Турнир           | Рывок            | Рывок            | Рывок            | Рывок            | Толчок           | Толчок           | Толчок           | Толчок           | Итог             | Место            |
| Год                                  | Место                | Турнир           | 1                | 2                | 3                | Место            | 1                | 2                | 3                | Место            | Итог             | Место            |
| Олимпийские игры                     | Олимпийские игры     | Олимпийские игры | Олимпийские игры | Олимпийские игры | Олимпийские игры | Олимпийские игры | Олимпийские игры | Олимпийские игры | Олимпийские игры | Олимпийские игры | Олимпийские игры | Олимпийские игры |
| ------------------------------------ | -------------------- | ---------------- | ---------------- | ---------------- | ---------------- | ---------------- | ---------------- | ---------------- | ---------------- | ---------------- | ---------------- | ---------------- |
| 2024                                 | Париж (Франция)      | до 89 кг         | 173              | 177              | 180              |                  | 213              | 224              | —                |                  | 404              | 1                |
| Чемпионат мира по тяжёлой атлетике   |                      |                  |                  |                  |                  |                  |                  |                  |                  |                  |                  |                  |
| 2021                                 | Ташкент (Узбекистан) | до 81 кг         | 163              | 166              | 169              | 2                | 200              | 205              | 208              | 1                | 374              | 1                |
| 2022                                 | Богота (Колумбия)    | до 89 кг         | 173              | 173              | 174              |                  | 212              | 217              | 220              | 1                | —                | —                |
| 2024                                 | Манама (Бахрейн)     | до 89 кг         | 170              | 176              | 183              | 1                | 210              | 222              | 225              | 1                | 405              | 1                |
| Чемпионат Европы по тяжёлой атлетике |                      |                  |                  |                  |                  |                  |                  |                  |                  |                  |                  |                  |
| 2021                                 | Москва (Россия)      | до 81 кг         | 158              | 162              | 163              | 2                | 194              | 200              | 206              | 1                | 369              | 2                |
| 2022                                 | Тирана (Албания)     | до 89 кг         | 171              | 175              | 176              | 3                | 203              | 211              | 217              | 2                | 382              | 2                |
| 2023                                 | Ереван (Армения)     | до 89 кг         | 165              | 170              | 174              | 2                | 205              | 221              | —                | 1                | 395              | 1                |
| 2024                                 | София (Болгария)     | до 89 кг         | 168              | 173              | 176              | 1                | 208              | 215              | —                | 1                | 391              | 1                |
| Кубок мира по тяжелой атлетике       |                      |                  |                  |                  |                  |                  |                  |                  |                  |                  |                  |                  |
| 2024                                 | Пхукет (Таиланд)     | до 89 кг         | 170              | 176              | 181              | 2                | 215              | 224              | 224              | 1                | 396              | 1                |